# Калв
Калв (англ. Calve Island) — это необитаемый остров на востоке от острова Малл в области Аргайл и Бьют на западном побережье Шотландии. Защищает посёлок Тобермори от открытого океана, образуя тем самым небольшой залив. Острова Малл и Калв разделены проливом. Протяженность острова 1,5 км. Небольшой залив пользуется популярностью среди дайверов.

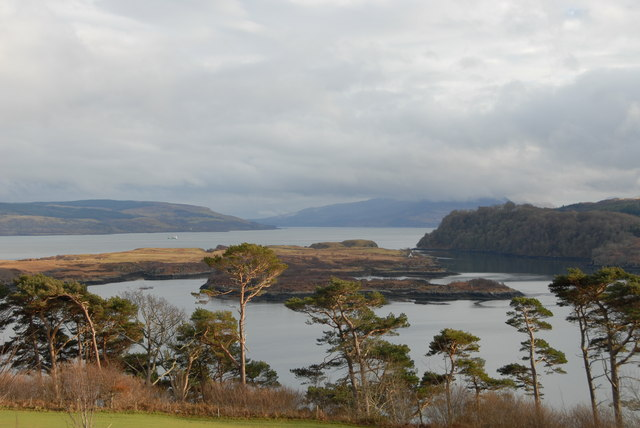
Калв, вид на юго-восточное побережье острова с поля для гольфа посёлка Тобермори

## Почтовые марки
Для острова Калв в 1984 году были напечатаны специальные почтовые марки. На них изображались собаки породы Бассет-хаунд. Ближайшее почтовое отделение находится в посёлке Тобермори, остров Малл.